# Neriene clivosa
Espèce
Neriene clivosa est une espèce d'araignées aranéomorphes de la famille des Linyphiidae.

## Distribution
Cette espèce est endémique de la province de Lào Cai au Viêt Nam,. Elle se rencontre vers Nam Xay.

## Description
Le mâle holotype mesure 4,05 mm.

## Systématique et taxinomie
Cette espèce a été décrite par Tanasevitch en 2023.

## Publication originale
- Tanasevitch, 2023 : « A new, remarkable species of Neriene Blackwall, 1859 from northern Vietnam (Araneae: Linyphiidae). » Arachnology, vol. 19, no 5, p. 868-871.